# Ponte Vasco da Gama
Die Ponte Vasco da Gama (deutsch Vasco-da-Gama-Brücke) ist ein Brückenzug mit einer Schrägseilbrücke als Hauptöffnung, der den Fluss Tejo überspannt und Lissabon per Autobahn von Moscavide/Sacavém mit den südöstlich und südlich gelegenen Städten Montijo, Alcochete und Setúbal verbindet. Vor der Fertigstellung der illegal errichteten Krim-Brücke 2019 war sie die längste Brücke in Europa. Heute belegt sie den zweiten Platz. Benannt wurde sie nach dem portugiesischen Seefahrer Vasco da Gama und soll an die 500-jährige Entdeckung des Seeweges nach Indien 1498 erinnern.

## Allgemeines

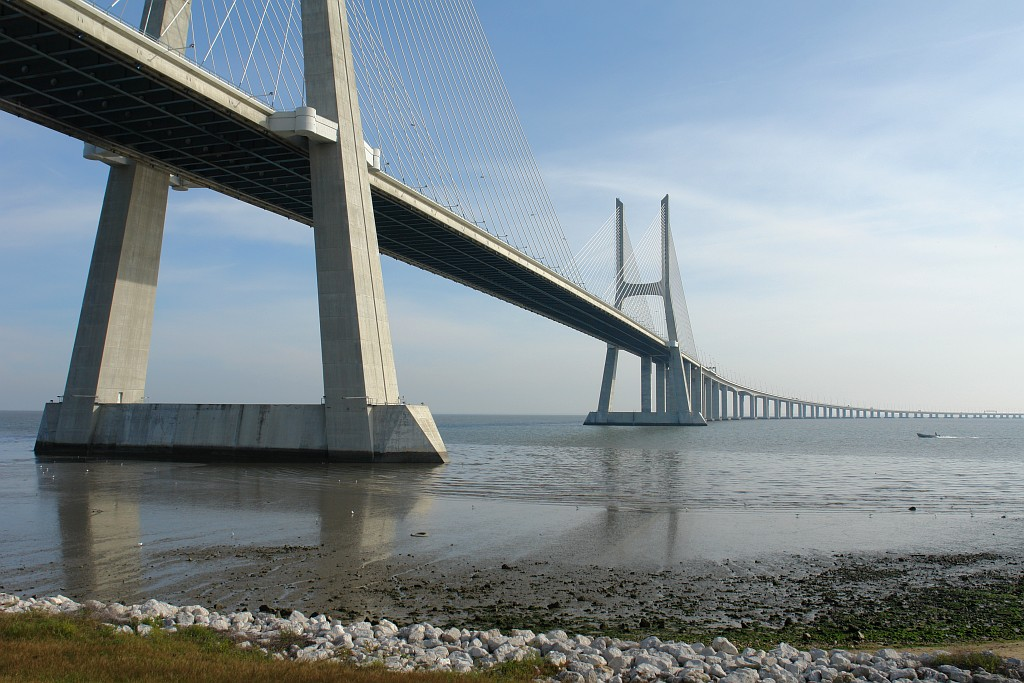
Ponte Vasco da Gama

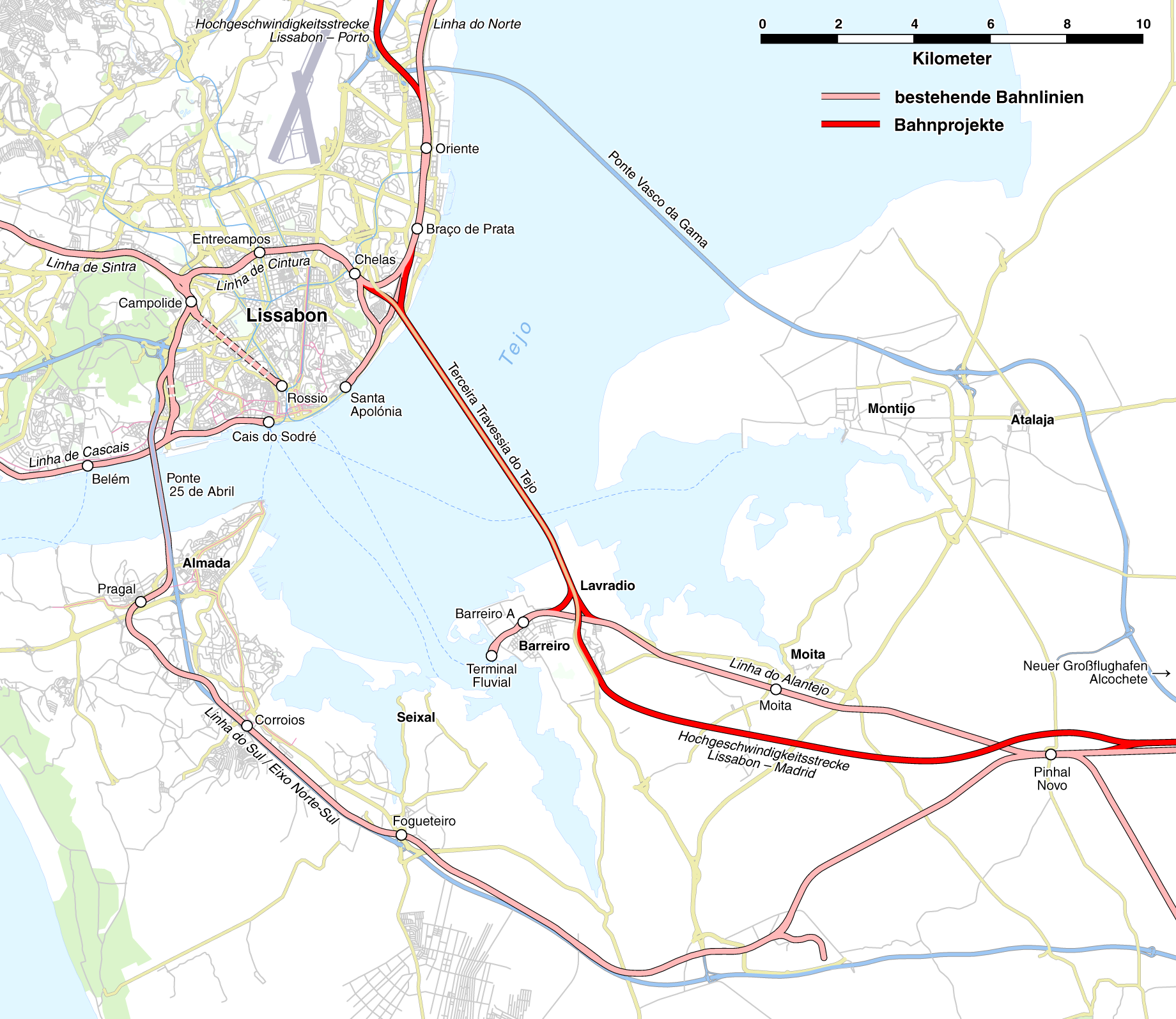
Lage der Tejobrücken in der Region Lissabon

Die Vasco-da-Gama-Brücke ist offiziell mit 17,2 km (10,6 Meilen) die zweitlängste Brücke in Europa. Rechnet man dem konstruktiven Brückenbau mit 12,345 km Länge noch den andienenden Straßenbau mit 4,84 km Länge hinzu, dann ergibt sich für das Straßenverkehrskonzept dieser Tejo-Flussquerung eine Trassenlänge von 17,185 km. Die maximale Spannweite beträgt 420 Meter, die Pylone sind 155 Meter hoch. Über die Brücke führt die Autobahn A12 mit sechs Fahrstreifen.
Die Brücke wurde zwischen 1995 und 1998 zur Weltausstellung Expo 98 erbaut, um die Ponte 25 de Abril sowie weitere Infrastrukturen Lissabons vom Nord-Süd-Verkehr zu entlasten. Über die Ponte Vasco da Gama sind das Expo-Gelände und der Flughafen direkt erreichbar.
Eigentümer der Vasco-da-Gama-Brücke ist das Land Portugal (República Portuguesa). Die Finanzierung des Gesamtvorhabens erfolgt unter grundlegender Einbeziehung einer EU-Finanzierungsbeihilfe über ein PPP-Finanzierungsmodell (Public-private-Partnership) eines privaten Konsortiums, das in der Refinanzierung die Maut (Modell analog beider Lissaboner Brücken) über jeweils 40 Jahre erhält, wobei das zu finanzierende PPP-Kapital für die jüngere Tejo-Brücke mit 24,8 % von britischen Unternehmen, mit 24,8 % von französischen Geldgebern und zu 50,4 % seitens portugiesischer Firmen eingebracht wurde, wobei auch in dem Modell die Firma Lusoponte mit der Betreibung der Brücke beteiligt ist.
Beim Bau der Brücke ereignete sich am 10. April 1997 ein tödlicher Unfall, als ein Metallgerüst einstürzte und sechs Arbeiter ums Leben kamen.
Beim Bau musste das Naturschutzgebiet Parque Natural do Estuário do Tejo mit einem Wasservögel-Bestand berücksichtigt werden.
Zur Freimachung des Bauvorlandes für den Brückenneubau mussten 300 Familien umgesiedelt werden.

## Konstruktion
Der Brückenzug ist in sieben Abschnitte gegliedert:
1. Zugangsstraßen West/Lissabon
2. West-Viadukt – 488 m
3. Expo-Viadukt – 672 m; 12 Felder
4. Hauptteil – Hauptöffnung: 420 m; Seitenfelder je: 203 m (Gesamtlänge: 829 m); Stahlbetonpylonhöhe: 150 m; Durchfahrtshöhe für Schiffe bei Flut: 45 m;
5. Mittleres Viadukt – 6351 m; 80 Felder aus Fertigteilen, Länge je 78 m; 81 Pfeiler mit Tiefen bis zu 95 m; Höhen von 14 m bis zu 30 m
6. Ost-Viadukt – 3825 m; 84 Felder je 45 m; 85 Pfeiler
7. Zugangsstraßen Ost (Montijo/Alcochete) – 3895 m; einschließlich der Mautstelle mit 18 Passagen und zwei sogenannte áreas de serviço (Tankstellen/Rasthof)

## Verkehr
In Alcochete wird für die Ost-West-Richtung (stadteinwärts) von der Betreibergesellschaft Lusoponte Maut erhoben.